# Perlas y rodeos

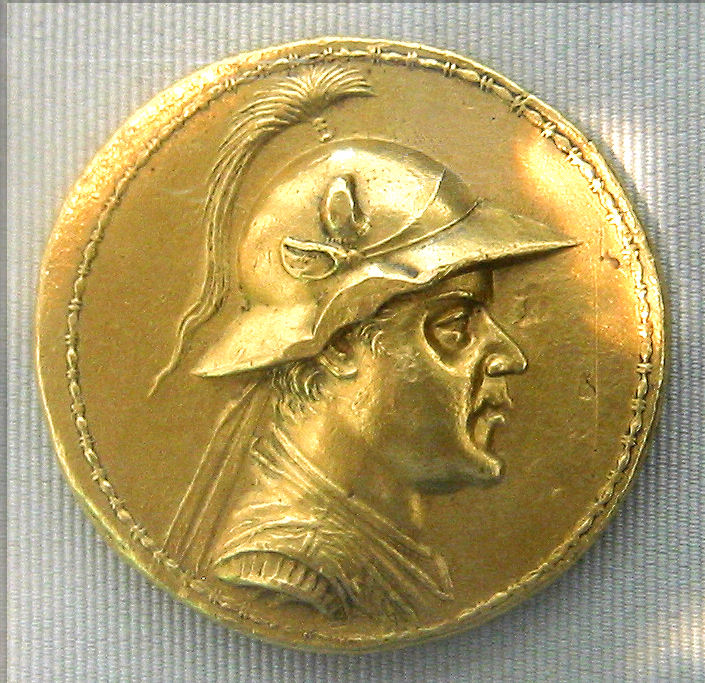
Moneda de Eucratides I dentro de un borde de perlas y rodeos. Cabinet des Médailles, París.

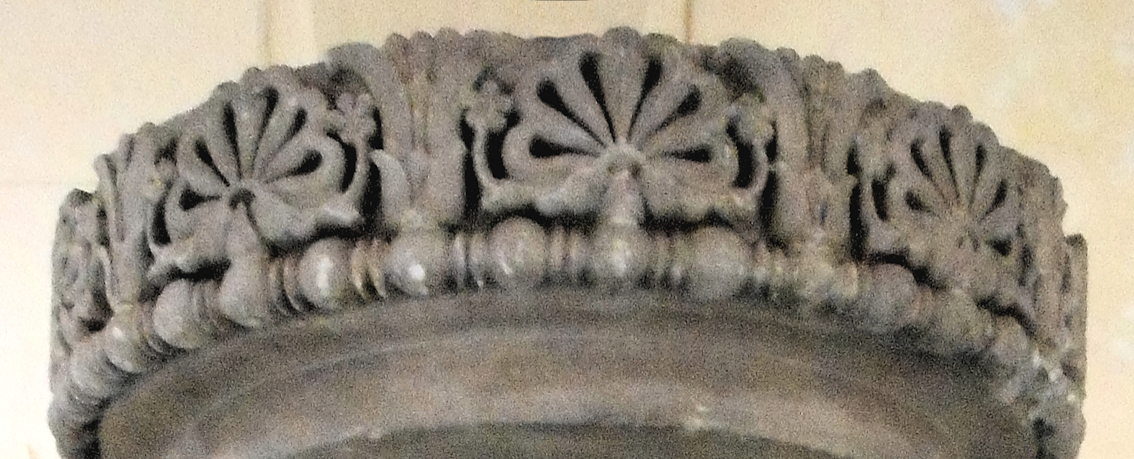
Friso del capitel perdido de la columna de Prayagraj, con dos lotos que enmarcan una palmeta de llama rodeada de pequeñas flores en forma de roseta, sobre una banda de perlas y rodeos.

Perlas y rodeos es un motivo de decoración arquitectónico, que se encuentra generalmente en esculturas, molduras y numismática. Consiste en una delgada línea en la que se alternan los elementos en forma de perla con unos pequeños detalles cilíndricos. Se encuentra en todo el mundo occidental moderno en detalles arquitectónicos, particularmente en edificios de estilo griego / romano, bordes de tapizes y diseño de molduras interiores. A menudo se usa en combinación con el motivo de ova y dardo.
Según el historiador del arte John Boardman, el motivo de perlas y rodeos se desarrolló por completo en Grecia a partir de motivos derivados de las técnicas de torneado usadas para madera y metal, y se empleó por primera vez en la escultura de piedra en Grecia durante el siglo VI a. C.. El motivo luego se extendió a Persia, y  Egipto y el mundo helenístico, y hasta la India, donde se puede encontrar en algunos de los ábaco que forman parte de varios de los Pilares de Ashoka en Prayagraj o el capitel de Pataliputra.